# Anolis megalopithecus
Anolis megalopithecus – gatunek nadrzewnej jaszczurki z rodziny Anolidae. Żyje w kolumbijskich górach.

## Systematyka
Zwierzę zalicza się do rodzaju Anolis, klasyfikowanego obecnie w monotypowej rodzinie Anolidae. W przeszłości rodzaj ten zaliczany był do licznej w gatunki rodziny legwanowatych (Iguanidae).

## Rozmieszczenie geograficzne
Gad stanowi endemit Kolumbii. Żyje od północno-zachodniej części departamentu Antioquia do północnej części departamentu Valle del Cauca, na obszarze Kordyliery Zachodniej. Zasięg występowania szacowany jest na 14 901 km² na wysokościach między 1900 i 2350 m n.p.m.

## Siedlisko
Kręgowiec zamieszkuje niezmienione przez człowieka lasy mgliste o gęstym piętrze koron drzew. Przesiaduje tam na paprotnikach na wysokości od 1,5 do 2 m nad poziomem gruntu.

## Zagrożenia i ochrona
W Czerwonej księdze gatunków zagrożonych IUCN Anolis megalopithecus jest klasyfikowany jako gatunek najmniejszej troski (LC, ang. Least Concern).
Jaszczurka ta wydaje się rzadka; nie jest znany trend liczebności jej populacji. Wedle przewidywań IUCN, chociaż z uwagi na duże wysokości środowisko gatunku nie zostało jeszcze znacznie przekształcone przez człowieka, potencjalne wylesianie wywarłoby na niego olbrzymie skutki.